# Italian International 2013
Die Italian International 2013 im Badminton fanden vom 10. Dezember bis zum 13. Dezember 2013 in Rom statt.

## Sieger und Platzierte
| Disziplin    | Gold                          | Silber                             | Bronze                                   |
| ------------ | ----------------------------- | ---------------------------------- | ---------------------------------------- |
| Herreneinzel | Indra Bagus Ade Chandra       | Andre Kurniawan Tedjono            | Ville Lång                               |
| Herreneinzel | Indra Bagus Ade Chandra       | Andre Kurniawan Tedjono            | Emil Holst                               |
| Dameneinzel  | Carolina Marín                | Sabrina Jaquet                     | Zhang Beiwen                             |
| Dameneinzel  | Carolina Marín                | Sabrina Jaquet                     | Sashina Vignes Waran                     |
| Herrendoppel | Adam Cwalina Przemysław Wacha | Łukasz Moreń Wojciech Szkudlarczyk | Christopher Rusdianto Tri Kusuma Wardana |
| Herrendoppel | Adam Cwalina Przemysław Wacha | Łukasz Moreń Wojciech Szkudlarczyk | Baptiste Carême Ronan Labar              |
| Damendoppel  | Eefje Muskens Selena Piek     | He Tian Tang Renuga Veeran         | Lena Grebak Maria Helsbøl                |
| Damendoppel  | Eefje Muskens Selena Piek     | He Tian Tang Renuga Veeran         | Gabriela Stoeva Stefani Stoeva           |
| Mixed        | Zvonimir Đurkinjak Eva Lee    | Jacco Arends Selena Piek           | Niclas Nøhr Sara Thygesen                |
| Mixed        | Zvonimir Đurkinjak Eva Lee    | Jacco Arends Selena Piek           | Jonathan Nordh Emelie Lennartsson        |